# Whitney Westgate
Whitney Westgate (Middletown, Nueva Jersey; 31 de enero de 1994) es una actriz pornográfica estadounidense.

## Biografía
Nació en el pequeño pueblo neojerseíta de Middletown en enero de 1994. Su primer trabajo fue como socorrista en un club de piscina. Decidió entrar en la industria pornográfica en 2012, poco después de cumplir los 18 años.
Desde sus comienzos empezó a trabajar con las principales productoras como Pulse Distribution, New Sensations o Pure Play Media y ha aparecido en vídeos en los portales Bang Bros, SexArt, Tushy, Reality Kings o Twistys.
En abril de 2013 su nombre y popularidad aumentaron tras ser nombrada Pet of the Month de la revista Penthouse ese mes.
En 2016 grabó su primera escena de sexo anal en la película First Anal, donde también grabaron sus primeras escenas Rebel Lynn, Gigi Allens y Karla Kush.
Algunos trabajos de su filmografía son Boobaholics Anonymous 9, Lesbian Family Affair 2, Sensual Moments 3, Beautifully Stacked o Titty Attack 8.
Ha grabado más de 290 películas como actriz.

## Premios y nominaciones
| Año  | Ceremonia             | Resultado | Premio                         | Trabajo |
| ---- | --------------------- | --------- | ------------------------------ | ------- |
| 2013 | Sex Awards            | Nominada  | Actriz revelación más caliente | —       |
| 2016 | Nightmoves            | Nominada  | Mejor cuerpo                   | —       |
| 2016 | Nightmoves Fan Awards | Nominada  | Mejor cuerpo                   | —       |